# Izraelská Komise pro atomovou energii
Izraelská Komise pro atomovou energii (hebrejsky הוועדה לאנרגיה אטומית‎) je vládní orgán odpovědný za aktivity Státu Izrael v jaderném programu země.

## Historie
Komise pro atomovou energii byla založena 13. června 1952 premiérem Davidem Ben Gurionem v čele s profesorem Ernstem Davidem Bergmanem. Jejími členy byli Jisra'el Dostrovsky z Weizmannova institutu věd, Ja'akov Dori, S. Kohen, Šmu'el Samburski z Hebrejské univerzity v Jeruzalémě, Giulio Racah z Hebrejské univerzity v Jeruzalémě a Franc Olendorf z Technionu.
Zpočátku komise zasedala v provizorních budovách poblíž Rechovotu. V roce 1958 začalo vznikat jaderné výzkumné centrum Sorek. Na konci roku 1959 začalo vznikat izraelské atomové centrum Dimona.
Kanceláře komise se nacházely na ulici Chajima Levanona v Ramat Avivu a nyní se nacházejí v blízkosti jaderného výzkumného centra Sorek.
Ve Státě Izrael neexistuje žádný zvláštní zákon, který by upravoval činnost Komise pro atomovou energii. Nejvyšší soud zamítl žádost o uložení povinnosti takový zákon přijmout s odůvodněním, že to není v jeho pravomoci.

## Oblasti působnosti
Komise pro atomovou energii je zodpovědná za jadernou činnost Státu Izrael, která probíhá, jak již bylo zmíněno, ve dvou střediscích – v jaderném výzkumném centru Sorek a v izraelském atomovém centru Dimona. Komise radí vládě v otázkách souvisejících s jaderným výzkumem a vývojem a provádí vládní politiku v této oblasti. Komise rovněž zastupuje Stát Izrael v jaderné oblasti v mezinárodních institucích, jako je Mezinárodní agentura pro atomovou energii ve Vídni.
V únoru 2011 byla aktualizována struktura Komise pro atomovou energii, byla potvrzena odpovědnost premiéra za jadernou problematiku, včetně toho, že je přímým nadřízeným komise, byla aktualizovány povinnosti komise a upraveny styčné body mezi komisí a ostatními ministerstvy.

## Výkonní ředitelé Komise pro atomovou energii
Po založení Komise pro atomovou energii jí předsedal profesor Ernst David Bergman, který ve funkci působil až do roku 1966. Od té doby je praxe taková, že v čele komise stojí premiér a pod ním je vládou jmenován výkonný ředitel komise. Níže je uveden seznam výkonných ředitelů komise od roku 1966:
| תמונה | שם                      | שנים            |
| ----- | ----------------------- | --------------- |
|       | Jisra'el Dostrovsky     | 1966–1971       |
|       | Šalhevet Fre’ier        | 1971–1976       |
|       | Uzi Elam                | 1976–1986       |
|       | David Peleg (úřadující) | 1986–1987       |
|       | Jona Atinger            | 1987–1992       |
|       | Gid'on Frank            | 1993–2007       |
|       | Ša'ul Chorev            | 2007–2015       |
|       | Ze'ev Snir              | 2015–2022       |
|       | Moše Edri               | 2022–současnost |